# Hrabia Westmorland
Hrabia Westmorland (ang. Earl of Westmorland), angielski tytuł parowski kreowany dwukrotnie w parostwie Anglii. Dodatkowym tytułem hrabiego 1. kreacji był baron Neville de Raby, a hrabiego 2. kreacji baron Burghersh.
Hrabiowie Westmorland 1. kreacji (parostwo Anglii)
- 1397–1425: Ralph Neville, 1. hrabia Westmorland
- 1425–1484: Ralph Neville, 2. hrabia Westmorland
- 1484–1499: Ralph Neville, 3. hrabia Westmorland
- 1499–1549: Ralph Neville, 4. hrabia Westmorland
- 1549–1564: Henry Neville, 5. hrabia Westmorland
- 1564–1571: Charles Neville, 6. hrabia Westmorland

Hrabiowie Westmorland 2. kreacji (parostwo Anglii)
- 1624–1629: Francis Fane, 1. hrabia Westmorland
- 1629–1666: Mildmay Fane, 2. hrabia Westmorland
- 1666–1691: Charles Fane, 3. hrabia Westmorland
- 1691–1693: Vere Fane, 4. hrabia Westmorland
- 1693–1699: Vere Fane, 5. hrabia Westmorland
- 1699–1736: Thomas Fane, 6. hrabia Westmorland
- 1736–1762: John Fane, 7. hrabia Westmorland
- 1762–1771: Thomas Fane, 8. hrabia Westmorland
- 1771–1774: John Fane, 9. hrabia Westmorland
- 1774–1841: John Fane, 10. hrabia Westmorland
- 1841–1859: John Fane, 11. hrabia Westmorland
- 1859–1891: Francis William Henry Fane, 12. hrabia Westmorland
- 1891–1922: Anthony Mildmay Julian Fane, 13. hrabia Westmorland
- 1922–1948: Vere Anthony Francis Fane, 14. hrabia Westmorland
- 1948–1993: David Anthony Thomas Fane, 15. hrabia Westmorland
- 1993 -: Anthony David Francis Henry Fane, 16. hrabia Westmorland